# Будешти (Њамц)
Будешти (рум. Budești) насеље је у Румунији у округу Њамц у општини Фауреј. Oпштина се налази на надморској висини од 264 m.

## Становништво
Према подацима из 2002. године у насељу је живело 1120 становника, од којих су сви румунске националности.